# Peter Magvaši
Peter Magvaši (* 29. července 1945, Považská Bystrica) je slovenský politik.
V letech 1998 až 2002 byl ministrem práce, sociálních věcí a rodiny Slovenska v 1. vládě Mikuláše Dzurindy. Byl členem Strany demokratické levice.